# Kvantsensor
En kvantsensor använder kvantmekaniska effekter såsom kvantkoherens, interferens och kvantsammanflätning för att mäta fysikaliska storheter.  Ett tidigt exempel på en kvantsensor är SQUID (Superconducting QUantum Interference Device), som kan mäta svaga magnetfält genom att kombinera två effekter, att det magnetiska flödet genom en supraledande ring är kvantifierat, bara kan förekomma med vissa diskreta värden. och Josephsoneffekten.  Det faktum att flödet är kvantifierat innebär att flödet genom en ring inte kan ändras när ringen närmar sig en yttre källa till ett magnetfält, utan istället uppstår det en elektrisk ström, som motverkar förändringen av det magnetiska flödet.
En nyare teknik är att det går att spinn-polarisera förångade alkaliatomer i ett magnetfält genom optisk pumpning.  På så sätt blir de känsliga för ett yttre magnetfält, vilket kan mätas på optisk väg. En annan sådan teknik är att använda NV-defekter i diamant, vilka inte bara är känsliga för magnetfält, utan också för temperatur, elektriska fält och tryck.